# Chamusca da Beira
Chamusca da Beira é uma aldeia da Beira alta com altitude cerca de 595m, pertencente à extinta freguesia de Lagos da Beira e atualmente depois da reorganização administrativa de 2012/2013 resultando assim na freguesia Lagos da Beira e Lajeosa, no Município de Oliveira do Hospital.
É limitado a este pela localidade de Póvoa das Quartas, a sul com Sandomil e Penalva de Alva a oeste com São Paio de Gramaços e a norte com Lagos da Beira.
A EN17 percorre maioritariamente a aldeia da Chamusca da Beira, fazendo a ligação ao Município de Seia, distrito da Guarda.

## Pontos de interesse
- Paisagem no Vale dos sonhos onde dá para contemplar a vista para a Serra da Estrela e Serra do Açor.
- Alminhas de Chamusca da Beira, destacando-se as que existem à entrada do cemitério, e junto da EN 17[1].

## Colectividades
Também é possuidora de uma atrativa Associação Desportiva e Cultural da Chamusca da Beira, fundada a 16 de Abril no ano de 1977. Organizadora de vários eventos desportivos, recreativos, culturais e também as suas tradições nesses eventos, tal como a famosa feijoada à Chamusca da Beira confecionada nas festas desta aldeia que se realizam na segunda semana do mês de Agosto. 

## Orago
A Santa padroeira desta aldeia é a Imaculada Conceição ou Nossa Senhora da Conceição, comemorada a dia 08 de Dezembro com festividades nesta aldeia da beira serra. 

## Personalidades
Um dos grande beneméritos da terra, Adriano Viegas da Cunha Lucas (1883 – 1950), fundador do Diário de Coimbra. Adriano Lucas promoveu, com a construção de um complexo que inclui um poço, fontanário, tanques públicos e bebedouro para animais, inaugurado a 24 de Setembro de 1939,  há 80 anos. Assim também se deu origem à Fonte Velha do largo Adriano Lucas uma pequena fonte localizada abaixo do nível do chão, fazendo-se o acesso através de umas escadas. 

## Economia
Em termos de indústria é possuidora de uma várias empresas tal como a Padaria PAIFI, Grupo Tavfer, Lusoberry, NN Motos, Matadouro Regional da Beira Serra, Restaurante "O Paraíso", Nelosarte, entre outras.